# 알카라이티야트 SC
알카라이티야트 스포츠 클럽(아랍어: نادي الخريطيات)은 카타르의 축구 클럽으로 카타르 세컨드 디비전에 참가하고 있다.

## 선수 명단

### 현역
참고: FIFA 자격 규정에 따라 소속된 국가대표팀 국기를 표시합니다. 선수는 복수의 FIFA 비회원국 국적을 가지고 있을 수 있습니다.
| 번호 | 포지션 | 국적 | 이름 |
| ---- | ------ | ---- | ---- |

| 번호 | 포지션 | 국적   | 이름        |
| ---- | ------ | ------ | ----------- |
| 78   | DF     | 모로코 | 카이스 나제 |